# Millardiana longitentaculata
Millardiana longitentaculata är en nässeldjursart som beskrevs av Wedler och Helen K. Larson 1986. Millardiana longitentaculata ingår i släktet Millardiana och familjen Bougainvilliidae. Inga underarter finns listade i Catalogue of Life.